# La Chapelle-Palluau
 La Chapelle-Palluau  es una población y comuna francesa, en la región de Países del Loira, departamento de Vendée, en el distrito de Les Sables-d'Olonne y cantón de Palluau.

## Demografía
| 719 | 684 | 605 | 618 | 647 | 686 |
| Para los censos de 1962 a 1999 la población legal corresponde a la población sin duplicidades (Fuente: INSEE [Consultar]) |     |     |     |     |     |